# Morte di una ragazza perbene
Morte di una ragazza perbene è una miniserie televisiva italiana diretta da Luigi Perelli, con protagonisti Remo Girone e Romina Mondello, andata in onda in due puntate per la prima volta nel novembre 1999 su Rai 1. 
È il sequel della miniserie Il mistero del cortile, diretta da Paolo Poeti. La miniserie fa anch'essa parte della saga Delitti e segreti e ne segue altri tre, tra cui: Un colpo al cuore, Senso di colpa e Tutto in quella notte.
Il soggetto si ispira al caso di cronaca nera dell'omicidio di Marta Russo.
Il film fu l'ultimo nel quale recitò l'attore Riccardo Cucciolla, morto alcuni mesi dopo la fine delle riprese.

## Trama
Una ragazza viene uccisa da un colpo di arma da fuoco all'interno della scuola nella quale studia. Per fare luce sulla verità, oltre alla polizia, si muove attivamente anche la migliore amica della ragazza.